# Sauromastax sanctaemariae
Sauromastax sanctaemariae är en insektsart som beskrevs av Marius Descamps 1964. Sauromastax sanctaemariae ingår i släktet Sauromastax och familjen Euschmidtiidae. Inga underarter finns listade i Catalogue of Life.